# 왓에버 웍스
《왓에버 웍스》(영어: Whatever Works)는 2009년 공개된 미국의 코미디 영화이다. 우디 앨런이 연출과 각본을 맡았으며, 래리 데이비드, 에번 레이철 우드, 에드 베글리 주니어, 퍼트리샤 클라크슨, 콘러스 힐, 마이클 매키언, 헨리 캐빌 등이 출연하였다.

## 줄거리
컬럼비아 대학교 양자역학 교수를 지낸 보리스는 인간 혐오에 찌든 냉소주의자로, 현재는 체스를 가르치며 소일하는 이혼남이다.
어느 날 보리스는 집 앞에서 남부 미시시피 근본주의자 부모에게서 도망친 단순한 21살 멜로디를 발견한다. 나이, 문화, 지성 차이에도 불구하고 두 사람은 서로 좋아하게 돼 결혼한다.
일년 후 멜로디를 찾아온 멜로디의 엄마 매리에타는 보리스를 탐탁치 않게 여기고, 멜로디와 보리스를 찢어놓기 위해 멜로디에게 첫눈에 반한 청년 랜디를 멜로디와 엮어주려 한다.

## 출연
- 래리 데이비드 - 보리스 옐린코프 역
- 에번 레이철 우드 - 멜로디 셀러스틴 역
- 에드 베글리 주니어 - 존 셀러스틴 역
- 퍼트리샤 클라크슨 - 매리에타 역
- 콘러스 힐 - 브로크먼 역
- 마이클 매키언 - 리오, 보리스의 친구 역
- 헨리 캐빌 - 랜디 리 제임스 역
- 존 갤러거 주니어 - 페리 싱글턴 역
- 제시카 헥트 - 헬레나 역
- 캐럴린 매코믹 - 제시카 역
- 크리스토퍼 에번 웰치 - 하워드 커밍스 역
- 올레크 크루파 - 모건스턴, 리오의 동업자 역
- 욜란다 로스

## 기타 제작진
- 배역: 앨리 패럴, 로라 로즌솔, 줄리엣 테일러
- 미술: 산토 로콰스토
- 세트: 엘런 크리스천슨
- 의상: 수지 벤징어